# 1993年カタール・エクソンモービル・オープン
1993年カタール・エクソンモービル・オープン(1993Qatar ExxonMobil Open)は、1993年1月4日から1月11日にかけてカタール・ドーハにて開催されたATPツアーワールドシリーズ大会である。本年が第1回大会となる。

## 優勝

### 男子シングルス
ボリス・ベッカー def.  ゴラン・イワニセビッチ, 7–6(4), 4–6, 7–5
ボリス・ベッカー がシーズン1度目、ツアー通算36度目のシングルスタイトルを獲得した。

### 男子ダブルス
ボリス・ベッカー /  パトリック・クーネン def.  シェルビー・キャノン /  スコット・メルビル, 6–2, 6–4